# باشگاه ورزشی ویکتوری
باشگاه ورزشی ویکتوری که معمولاً به عنوان ویکتوری شناخته می‌شود، یک باشگاه فوتبال حرفه‌ای اهل هائیتی است که در پورتو پرنس واقع شده است.

## افتخارات
- لیگ هائیتی: ۲ قهرمانی
- جام حذفی هائیتی: ۲ قهرمانی